# Ross Barkley
Ross Barkley (Wavertree, 1993. december 5. –) angol válogatott középpályás, az Aston Villa játékosa.

## Pályafutása

### Klubcsapatokban
Barkley 2005-ben kezdett el focizni az Everton akadémiáján. 2010-ben került fel a felnőttekhez, a 2011-12-es szezonban a QPR elleni vereség alkalmával mutatkozott be. 2012-ben a Sheffield Wednesday-nek, 2013-ban a Leedsnek adták kölcsön. A 2013-14-es szezonban Roberto Martínez irányítása alatt lett belőle alapember.
2022. szeptember 4-én szabadon igazolható játékosként igazolt a francia Nice csapatához. 2023. augusztus 9-én ingyen szerződött a Premier League-be feljutó Luton Town csapatához. 2024. július 1-jén az Aston Villa 5 millió fontért szerződtette.

### A válogatottban
Ross Barkley megjárta az angol u16-os u17-es, u19-es, és u21-es válogatottakat is. Élete első válogatott meghívóját az u16osok közé 2008 szeptemberáben kapta, 14 évesen. A felnőttek közé 2013 augusztusában hívták meg először. Szeptemberben debütált a válogatottban, Jack Wilshere-t váltotta a Moldova elleni vb selejtezőn. Barkley helyet kapott Roy Hodgson vb-keretében is, az olaszok és a Costa Ricaiak ellen is becserélték. Annak ellenére, hogy a John Terry, Ashley Cole, Frank Lampard, Steven Gerrard, Michael Owen, Rio Ferdinand, David Beckham nevével fémjelzett generáció óta az egyik legígértesebb angol válogatottnak nevezték sokan, már a második körre biztossá vált a búcsújuk a csoportkörben.

## Sikerei, díjai

### Klub
- Chelsea
  - Angol kupa: 2017–18
  - Európa-liga: 2018–19
  - FIFA-klubvilágbajnokság: 2021

### Válogatott
- Anglia U17
  - U17-es labdarúgó-Európa-bajnokság: 2010

### Egyéni
- U17-es labdarúgó-Európa-bajnokság – A torna csapatának tagja: 2010
- Everton – Az év fiatal játékosa: 2012–2013, 2013–14